# La Chapelle-Saint-Aubin
La Chapelle-Saint-Aubin és un municipi francès situat al departament del Sarthe i a la regió de País del Loira. L'any 2007 tenia 2.164 habitants.

## Demografia

### Població
El 2007 la població de fet de La Chapelle-Saint-Aubin era de 2.164 persones. Hi havia 872 famílies de les quals 168 eren unipersonals (96 homes vivint sols i 72 dones vivint soles), 368 parelles sense fills, 288 parelles amb fills i 48 famílies monoparentals amb fills.
La població ha evolucionat segons el següent gràfic:
Habitants censats

### Habitatges
El 2007 hi havia 900 habitatges, 870 eren l'habitatge principal de la família, 7 eren segones residències i 22 estaven desocupats. 844 eren cases i 50 eren apartaments. Dels 870 habitatges principals, 721 estaven ocupats pels seus propietaris, 134 estaven llogats i ocupats pels llogaters i 15 estaven cedits a títol gratuït; 21 tenien una cambra, 30 en tenien dues, 82 en tenien tres, 198 en tenien quatre i 539 en tenien cinc o més. 746 habitatges disposaven pel capbaix d'una plaça de pàrquing. A 345 habitatges hi havia un automòbil i a 482 n'hi havia dos o més.

### Piràmide de població
La piràmide de població per edats i sexe el 2009 era:
| Homes | Edats   | Dones |
| ----- | ------- | ----- |
| 0     | 95 o +  | 0     |
| 4     | 90 a 94 | 8     |
| 8     | 85 a 89 | 12    |
| 4     | 80 a 84 | 0     |
| 24    | 75 a 79 | 36    |
| 40    | 70 a 74 | 36    |
| 48    | 65 a 69 | 64    |
| 52    | 60 a 64 | 28    |
| 64    | 55 a 59 | 52    |
| 96    | 50 a 54 | 96    |
| 84    | 45 a 49 | 100   |
| 84    | 40 a 44 | 96    |
| 80    | 35 a 39 | 84    |
| 60    | 30 a 34 | 60    |
| 20    | 25 a 29 | 32    |
| 52    | 20 a 24 | 56    |
| 76    | 15 a 19 | 52    |
| 88    | 10 a 14 | 112   |
| 76    | 5 a 9   | 100   |
| 36    | 0 a 4   | 56    |

## Economia
El 2007 la població en edat de treballar era de 1.419 persones, 986 eren actives i 433 eren inactives. De les 986 persones actives 936 estaven ocupades (482 homes i 454 dones) i 50 estaven aturades (28 homes i 22 dones). De les 433 persones inactives 201 estaven jubilades, 157 estaven estudiant i 75 estaven classificades com a «altres inactius».

### Ingressos
El 2009 a La Chapelle-Saint-Aubin hi havia 852 unitats fiscals que integraven 2.202 persones, la mediana anual d'ingressos fiscals per persona era de 23.080 €.

### Activitats econòmiques
Dels 261 establiments que hi havia el 2007, 1 era d'una empresa extractiva, 3 d'empreses alimentàries, 1 d'una empresa de fabricació de material elèctric, 9 d'empreses de fabricació d'altres productes industrials, 16 d'empreses de construcció, 146 d'empreses de comerç i reparació d'automòbils, 9 d'empreses de transport, 8 d'empreses d'hostatgeria i restauració, 7 d'empreses financeres, 11 d'empreses immobiliàries, 22 d'empreses de serveis, 17 d'entitats de l'administració pública i 11 d'empreses classificades com a «altres activitats de serveis».
Dels 41 establiments de servei als particulars que hi havia el 2009, 1 era una gendarmeria, 2 oficines bancàries, 9 tallers de reparació d'automòbils i de material agrícola, 1 taller d'inspecció tècnica de vehicles, 2 autoescoles, 1 paleta, 1 guixaire pintor, 6 fusteries, 4 lampisteries, 2 electricistes, 1 empresa de construcció, 3 perruqueries, 1 agència de treball temporal, 5 restaurants i 2 tintoreries.
Dels 86 establiments comercials que hi havia el 2009, 1 era un hipermercat, 1 un supermercat, 1 una fleca, 1 una carnisseria, 2 botigues de congelats, 1 una llibreria, 20 botigues de roba, 7 botigues d'equipament de la llar, 7 sabateries, 3 botigues d'electrodomèstics, 20 botigues de mobles, 6 botigues de material esportiu, 3 botigues de material de revestiment de parets i terra, 1 un drogueria, 2 perfumeries, 6 joieries i 4 floristeries.
L'any 2000 a La Chapelle-Saint-Aubin hi havia 7 explotacions agrícoles.

## Equipaments sanitaris i escolars
El 2009 hi havia 1 farmàcia i 1 ambulància.
El 2009 hi havia una escola elemental.

## Poblacions més properes
El següent diagrama mostra les poblacions més properes.